# St. Stephanus (Sistig)

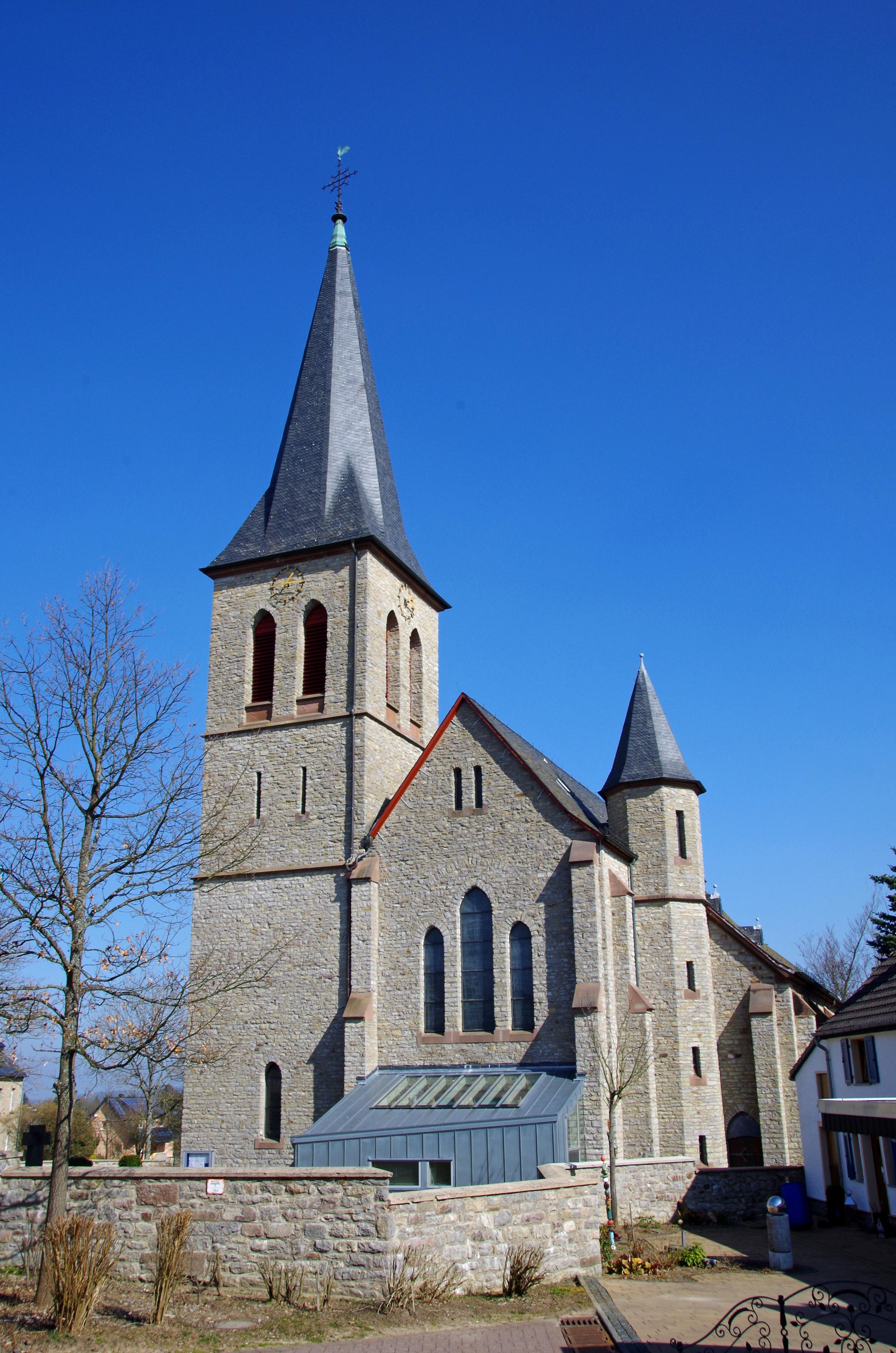
St. Stephanus in Sistig

St. Stephanus ist eine römisch-katholische Pfarrkirche in Sistig, einem Ortsteil der Gemeinde Kall im Kreis Euskirchen in Nordrhein-Westfalen. Sie steht unter dem Patronat des hl. Stephanus (Gedenktag 26. Dezember) und wurde 1901 nach Plänen von Joseph Prill erbaut.
Zur Pfarre zählen neben Sistig auch die Orte Eichen, Frohnrath, Steinfelderheistert und Wollenberg mit der Kapelle St. Sebastian.

## Geschichte
Eine Kapelle in Sistig ist für das Jahr 1214 urkundlich belegt. Pfarrlich gehörte Sistig seit jeher zur Pfarre Steinfeld. Die Heiligen Messen wurden von Prämonstratensern der Abtei Steinfeld gehalten. Eigenständige Pfarre wurde Sistig im Zuge der der Pfarrumschreibungen während der Franzosenzeit im Jahr 1802.
Über die 1214 erwähnte Kapelle ist nichts bekannt. Sie wurde vermutlich im 15./16. Jahrhundert durch eine einschiffige Kirche im Stil der Spätgotik ersetzt. Ende des 19. Jahrhunderts wurde die spätgotische Kirche zu klein und unter dem damaligen Pfarrer Hüllenkremer ein Neubau beschlossen. Die Pläne für die heutige Kirche entwarf der Essener Religionslehrer Joseph Prill, der auf dem Gebiet der Architektur Autodidakt war. 1901 wurde die alte Kirche abgerissen und im gleichen Jahr die heutige Pfarrkirche erbaut. Die feierliche Kirchweihe nahm am 12. Juli 1904 der Kölner Weihbischof Joseph Müller vor. 1972 wurde die bis dahin zur Pfarre Sistig gehörende Filialgemeinde Rinnen mit der Michaelskapelle nach Sötenich umgepfarrt. 1987 wurde die Kirche restauriert. 2017 wurde das Bauwerk im Westen um einen Anbau vergrößert und unter der Orgelempore ein Multifunktionsraum eingerichtet. Die Pläne zu diesem Umbau lieferte der Monschauer Architekt Elmar Paul Sommer.

## Baubeschreibung
St. Stephan ist eine dreischiffige und vierjochige Stufenhallenkirche aus Kalkstein in Formen der Neugotik. Der Chor ist fünfseitig geschlossen, der Glockenturm seitlich vorgebaut.
Der Innenraum wird von Kreuzgratgewölben überwölbt, der Chor von einem Kreuzrippengewölbe, die Fenster besitzen zweibahniges Maßwerk.

## Ausstattung

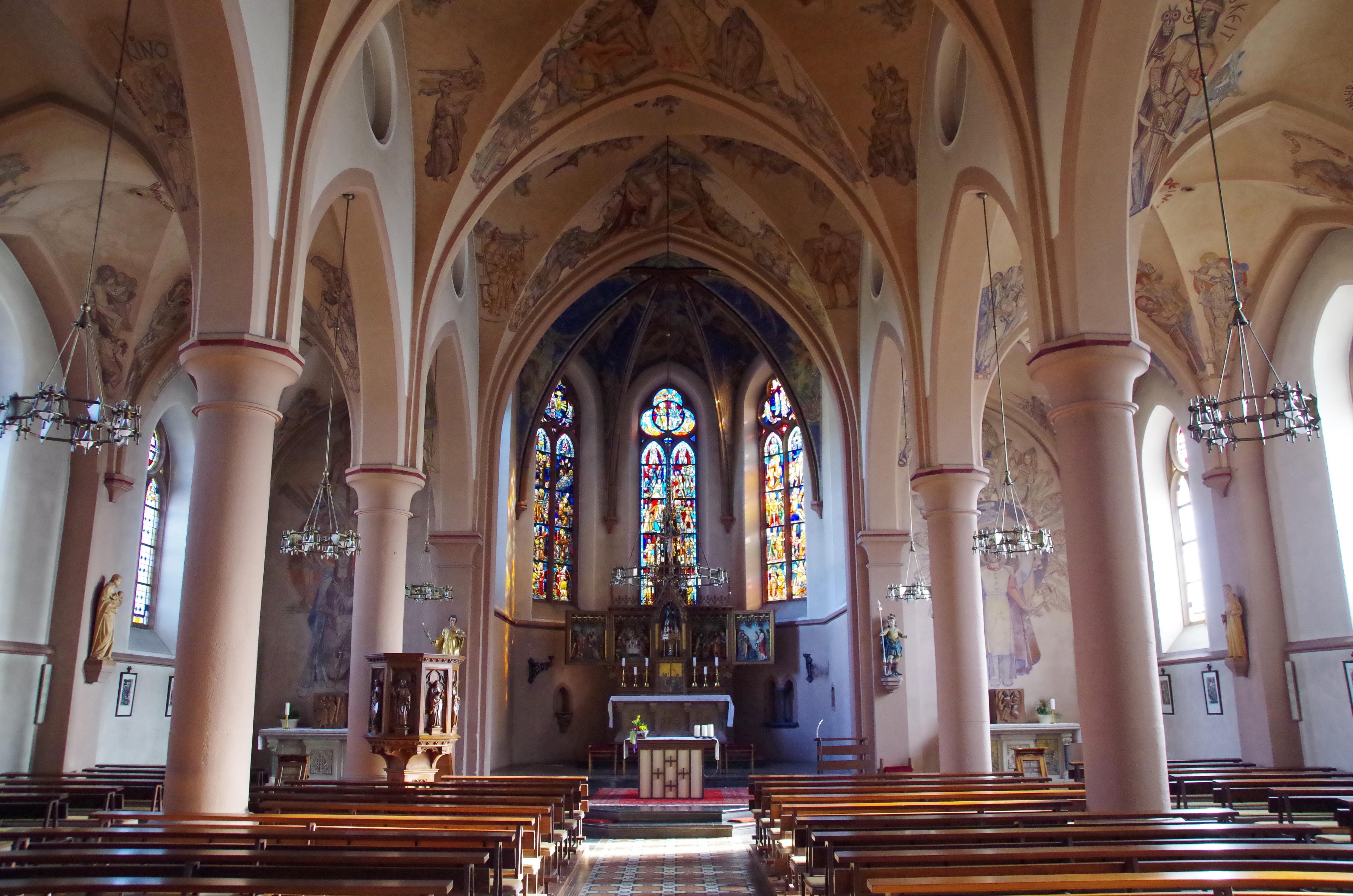
Innenraum mit Ausmalung

Die Gewölbe und die beiden Ostenwände der Seitenschiffe malte von 1941 bis 1948 der Mönchengladbacher Künstler Ernst Jansen-Winkeln im Stil des Expressionismus aus. Die Ausmalung steht unter dem Titel „Sistiger Bilderbibel“. Die bekannteste Darstellung der Ausmalung ist Adolf Hitler, wie er Kreuz und Bibel verbrennt und dabei vom Teufel angefeuert wird. Jansen-Winkeln entwarf 1945 und 1957 ebenfalls die Buntglasfenster.
Der neugotische Hochaltar wurde 1908 aufgestellt, die beiden Seitenaltäre 1910. Der Taufstein aus der Zeit um 1800, ein Kruzifix des 18. Jahrhunderts eine Figur des hl. Stephanus aus dem 18. Jahrhundert sowie ein eiserner Kerzenständer aus dem 16. Jahrhundert wurden aus der Vorgängerkirche übernommen. Die Orgel ist ein Werk der Hellenthaler Weimbs Orgelbau GmbH aus dem Jahr 1956, Umbau 1981.

## Pfarrer
Folgende Priester wirkten bislang als Pfarrer an St. Stephan:
- 1920–1961: Johannes Berens
- 1962–1970: Johannes Franßen
- 1971–1976: Josef Henn
- 1977–1978: Gerhard Telges
- 1978–1999: Heinz Schumacher
- Seit 1999: P. Wieslaw Kaczor SDS